# Ugo De Censi
Ugo De Censi Scarafoni (né à Polaggia di Berbenno le 26 janvier 1924 et mort à Lima au Pérou le 2 décembre 2018) est un prêtre et missionnaire italien, membre de l'ordre des salésiens et fondateur de l'Opération Mato Grosso, action humanitaire en Amérique latine.
Naturalisé Péruvien, il a exercé à partir de 1976 la charge de curé de la paroisse San Martín Papa de Chacas dans la province d'Asunción (Ancash).

## Biographie
Second d'une famille humble de six enfants, Ugo De Censi est le fils de Vincenzo De Censi et Ursula Scarafoni. Il fréquente à partir de l'âge de neuf ans, avec son frère Ferruccio, le collège du village voisin sur l'autre rive de l'Adda. Avec l'appui de son frère, qui partageait la même ambition, il choisit de devenir salésien.
En 1940, alors que son père est parti à la guerre, sa mère meurt. 
Souffrant de spondylodiscite tuberculeuse, il est hospitalisé pendant plusieurs années à l'hôpital Santa Corona, près de Gênes, et ses supérieurs salésiens doutent qu'il réussisse à entrer dans les ordres. Lors d'un pèlerinage à  Lourdes, la fistule ouverte dont il souffrait se referma, et après une nouvelle intervention il guérit définitivement. Par la suite il achève ses études de théologie et de sciences politiques et est ordonné prêtre le 8 mars 1951.

### La mission
Une étape très importante de sa vie fut la maison salésienne d'Arese dans la province de Milan. À Arese, les salésiens géraient le local Riformatorio et don Ugo y travailla pendant près de vingt ans. 
En 1965, il participe à Rome au XIXe chapitre général des salésiens où il rencontre le Père Pedro Melesi (1924-2016), qui représentait les salésiens d'Amérique latine. Le père Pedro était missionnaire à Poxoréo (Brésil) dans l'État du Mato Grosso. Don Ugo fut frappé par la souffrance et la misère que le père Pedro lui raconta à propos du Brésil et lui promit de l'aider.
Pedro Melesi fut invité à séjourner durant l'été dans le chalet de montagne de la maison salésienne d'Arese :  il parla avec les jeunes, qui y étaient hébergés, et fut écouté.
Pendant l'hiver qui suivit cette rencontre avec le missionnaire, Ugo De Censi, aidé de deux autres salésiens, recueillit des fonds et recruta des gens pour aller l'été suivant donner un peu d'aide au père Pedro. dans sa mission en Amérique latine. Au cours de l'été 1967, la première expédition se concrétisa avec la construction d'un centre de jeunesse à Poxoréo.
Les demandes augmentèrent et de nombreux jeunes gens se rallièrent à la cause du père Ugo, et ainsi naquit l'opération Mato Grosso.

## Distinctions
Pour le travail éminent, religieux et social, qu'Ugo De Censi accomplit au Pérou, particulièrement en direction de la jeunesse et des habitants de la région d'Ancash :
- Grand Croix de l'ordre du Soleil (la plus haute reconnaissance décernée par le gouvernement péruvien à un citoyen étranger), remise en  septembre 2008 par le Congrès de la République[1],[2].
- En juillet 2003, il reçut les Palmes magistériales du ministère de l'Éducation[3].
- En octobre 2010, il fut décoré de la médaille du ministère de l'Énergie et des Mines[4].